# Bourgneuf, Savoie
Bourgneuf är en kommun i departementet Savoie i regionen Auvergne-Rhône-Alpes i sydöstra Frankrike. Kommunen ligger i kantonen Chamoux-sur-Gelon som tillhör arrondissementet Chambéry. År 2022 hade Bourgneuf 667 invånare.

## Befolkningsutveckling
Antalet invånare i kommunen Bourgneuf
| Referens: INSEE |